# Большой Шокшем
Большой Шокшем (мар. Кугу Шокшем) — деревня в Сернурском районе Республики Марий Эл. Входит в состав Чендемеровского сельского поселения.

## География
Находится в северо-восточной части республики Марий Эл на расстоянии приблизительно 9 км на запад-северо-запад от районного центра посёлка Сернур.

## История
Известна с 1678 года как починок по речке Шокшам, в 1722—1727 годах уже починок Шокшем. В конце XVIII века в Большом Шокшеме насчитывалось 17 дворов с населением 79 человек. В 1836 году в 22 дворах проживали 86 170 человек, в 1869 году — 206. В 1884—1885 годах значилось марийских 58 дворов, 291 житель, и 8 русских дворов, где было 44 жителя. В 1906 году открылась деревянная Николаевская церковь (в 1938 закрылась и впоследствии разобрана). Таким образом, деревня стала селом, а потом снова деревней. В 1926 году деревня состояла из 66 дворов, 339 жителей. В 1930 году проживали 378 человек, из них 294 мари и 84 русских. В 1976 году проживало 254 человека, домов было 61. В 1988 году в 45 домах проживали 138 человек. Имелись фельдшерско-акушерский пункт, магазин, клуб, молочнотоварная ферма, свинарник, школа. В советское время работали колхозы «Пятилетка», имени Ленина и совхоз «Нива».

## Население
Население составляло 113 человек (мари 98 %) в 2002 году, 126 в 2010.